# پورت کمبل

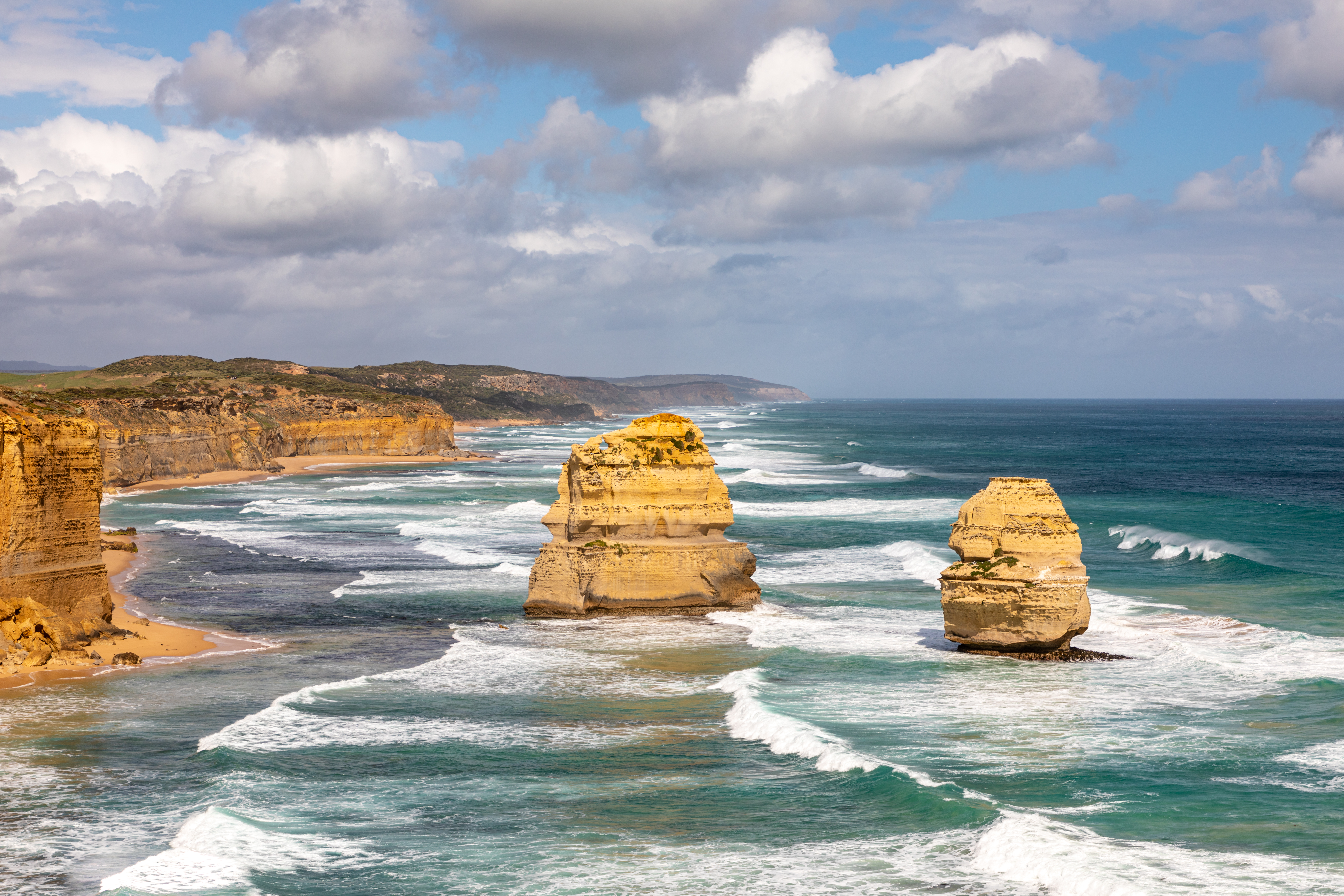
پارک ملی پورت کمپبل، یک پارک ملی در منطقهٔ جنوب‌غربی ایالت ویکتوریا در استرالیا است. این منطقهٔ حفاظت‌شده در سال ۱۹۶۴ میلادی، بنیان‌گذاری‌شد.

پورت کمبل (به انگلیسی: Port Campbell) یک شهرک در استرالیا است که در ویکتوریا (استرالیا) واقع شده‌است.